# Dafné (jméno)
Dafné (v jiných jazycích často psáno v latinizované podobě Daphne) je ženské křestní jméno. Jméno je řeckého původu, znamená vavřín, vavřínový věnec. Řecká mytologie zná nymfu Dafné, kterou její otec proměnil ve vavřínový keř, aby unikla bohu Apollónovi.

## Domácké podoby
Daph, Dafinka, Dafni[zdroj?]

## Skutečné Dafné
- Daphne Zuniga – americká herečka
- Daphne du Maurier – britská spisovatelka a dramatička
- Dafne Fernández – španělská herečka, tanečnice a zpěvačka
- Dafne Molina – mexická modelka
- Daphné – francouzská zpěvačka
- Daphne Guinness – Američanka irského původu, dědička pivovaru Guinness
- Dafne Schippersová – nizozemská sprinterka

## Fiktivní Dafné
- Daphne Blake – postava ze Scooby Doo
- Daphne Moon – postava ze sitkomu Frasier
- Daphne Handlová – postava z amerického filmu 15 minut. Hrála jí Vera Farmiga
- Daphne Greengrass – postava ze seriálu o Harrym Potterovi.
- Daphne Millbrook – postava z amerického seriálu Hrdinové.
- Daphne Bridgertonová - postava z knižní série o šlechtické rodině Bridgertonových